# Elisabeth van Bosnië
Elisabeth van Bosnië (circa 1340 - 16 januari 1387) was van 1353 tot 1382 koningin-gemalin van Hongarije en van 1370 tot 1382 koningin-gemalin van Polen. Ze behoorde tot het huis Kotromanić.

## Levensloop
Elisabeth was een dochter van Stefanus II Kotromanić, ban van Bosnië, en Elisabeth van Gniewkowo, dochter van hertog Casimir III van Gniewkowo. Ze was hierdoor een grootnicht van de Poolse koning Wladislaus de Korte.
Nadat de jonge koning Lodewijk I van Hongarije weduwnaar was geworden, wilde zijn moeder Elisabeth van Polen een nieuw huwelijk voor hem smeden. Ze koos Elisabeth uit als de nieuwe bruid voor haar zoon, waarna ze drie jaar aan het Hongaarse hof werd opgeleid. Op 27 mei 1353 huwde ze met Lodewijk en werd Elisabeth onmiddellijk aangesteld tot koningin-gemalin van Hongarije. In 1370 werd ze eveneens koningin-gemalin van Polen. Omdat Lodewijk en Elisabeth nauw met elkaar verwant waren, hadden ze voor hun huwelijk de dispensatie van paus Innocentius IV nodig. Ze kregen drie kinderen:
- Catharina (1370-1377), werd in 1374 verloofd met Lodewijk van Frankrijk
- Maria (1371-1395), koningin van Hongarije
- Hedwig (1373-1399), koningin van Polen

Maria werd verloofd met Sigismund van Luxemburg, prins van Bohemen en zoon van keizer Karel IV, terwijl Hedwig uitgehuwelijkt zou worden aan hertog Willem van Oostenrijk. Maria zou na het overlijden van haar vader koningin van Hongarije en Polen worden, maar de Poolse adel, die niet tevreden was met de personele unie die vanaf 1370 tussen Polen en Hongarije bestond, verkoos na het overlijden van Lodewijk in 1382 Maria's zus Hedwig tot koningin van Polen. Uiteindelijk werd Hedwig in 1386 verloofd met de Litouwse grootvorst Jogaila. Hedwig en Jogaila regeerden samen over Polen-Litouwen. Om dit te bereiken, moest de heidense Jogaila zich bekeren tot het christendom en nam hij de naam Wladislaus II Jagiello aan. Ook werd het grootvorstendom Litouwen gekerstend.
Elisabeths dochter Maria werd na het overlijden van haar vader in 1382 daarentegen koningin van Hongarije. Elisabeth werd aangesteld als de regentes van haar minderjarige dochter. Ze kreeg hierbij de steun van de Hongaarse paltsgraaf Miklós Garai. Maria's verloofde Sigismund, diens broer Rooms-Duits koning Wenceslaus en een deel van de Hongaarse adel stonden vijandig tegenover de invloed van Elisabeth en paltsgraaf Garai. Een bepaald deel van de Hongaarse adel ondersteunde koning Karel III van Napels en in 1385 werd Karel door hen korte tijd aan de macht geholpen in Hongarije. In februari 1386 lieten Elisabeth en Garai Karel vermoorden, waarna Maria gerestaureerd werd als koningin van Hongarije.
De zoon van Karel III, Ladislaus, wilde de Hongaarse troon heroveren en kreeg hierbij niet genoeg steun van de Hongaarse adel. De aanhangers van Ladislaus kwamen in opstand tegen Maria en Elisabeth en in juli 1386 werden ze door de machtige Horvat-broers gevangengenomen. Elisabeth werd in januari 1387 in de gevangenis gewurgd, waarna haar lijk in een rivier werd gegooid. In juni 1387 werd Maria door haar echtgenoot Sigismund bevrijd.
- Gemeinsame Normdatei: 132134551
- Nationale Bibliotheek van Polen: a0000003377519
- Virtual International Authority File: 315955365
- WorldCat: E39PBJktm4PCjmVPwfmhBXrg8C